# Halima Yakoy Adam
Halima Yakoy Adam (Chade, 2000), é uma técnica jurista chadiana, sobrevivente do Boko Haram. Actualmente dá apoio a outras mulheres vítimas de violência no Chade. 

## Percurso
Halima Yakoy Adam, nasceu em 2000 numa ilha do lago Chade. Quando tinha 15 anos, o marido que era membro do Boko Haram, disse-lhe que iam pescar e levou-a para uma ilha perto da fronteira com a Nigéria.
Na realidade tratava-se de um campo de treino do Boko Haram, onde a obrigaram tornar-se uma terrorista suicida. Para tal, após a terem drogado e lhe terem amarrado um explosivo, enviaram-na no dia 22 de dezembro de 2015, para um mercado cheio de pessoas em Bol, na região oeste do Chade. Das três meninas enviadas apenas Halima sobreviveu, apesar de ter perdido as pernas.
Após se ter curado dos ferimentos, ela regressou à ilha Ngomirom Doumou, no Lago Chade. Lá recebeu apoio do Fundo de População das Nações Unidas, através dos seus programas de apoio a sobreviventes de violência de género e do Boko Haram. Para além, de ter recebido cuidados de saúde e reabilitação, Halima recebeu formação para desempenhar a função de técnica jurista em Bol. Isto permitiu-lhe ajudar outras mulheres vítimas de violência do Chade e trabalhar contra o extremismo e a violência extrema. 
Amina J. Mohammed, Secretária-Geral Adjunta das Nações Unidas, louvou a resiliência de Halima: "Ela passou de vitima a sobrevivente porque utiliza a sua experiência pessoal para ajudar outras raparigas."

## Reconhecimento
Em 2019, foi uma das 50 activistas homenageadas pelo Fundo de População das Nações Unidas (UNFPA), no livro Icons & Activist: 50 Years of People Making Change.